# Nesospingus speculiferus
La tangara puertorriqueña, llorosa o  llorosa de Puerto Rico (Nesospingus speculiferus) es una especie de ave paseriforme, la única perteneciente al género Nesospingus y a la familia Nesospingidae, anteriormente situada en Thraupidae. Es endémica de Puerto Rico e islas aledañas. 

## Descripción
Mide unos 16 cm de longitud y pesa alrededor de 36 g. El plumaje de sus partes superiores es pardo oscuro, con la cabeza negruzca, salvo la garganta que es blanca como el resto de partes inferiores. Presenta los flancos manchados de gris.

## Comportamiento
Suele encontrarse en bandadas de unos doce individuos. Generalmente se encuentra entre la vegetación densa. Duerme en las palmeras o en los cañaverales. Se alimenta de frutos de dátiles, hormigas y otros insectos, además de arañas, lagartijas y ranas. Se reproduce entre enero y agosto. Sitúa su nido en forma de cuenco en los árboles a no más de 9 m. Sus huecos son de color crema con motas parduzcas.

## Sistemática

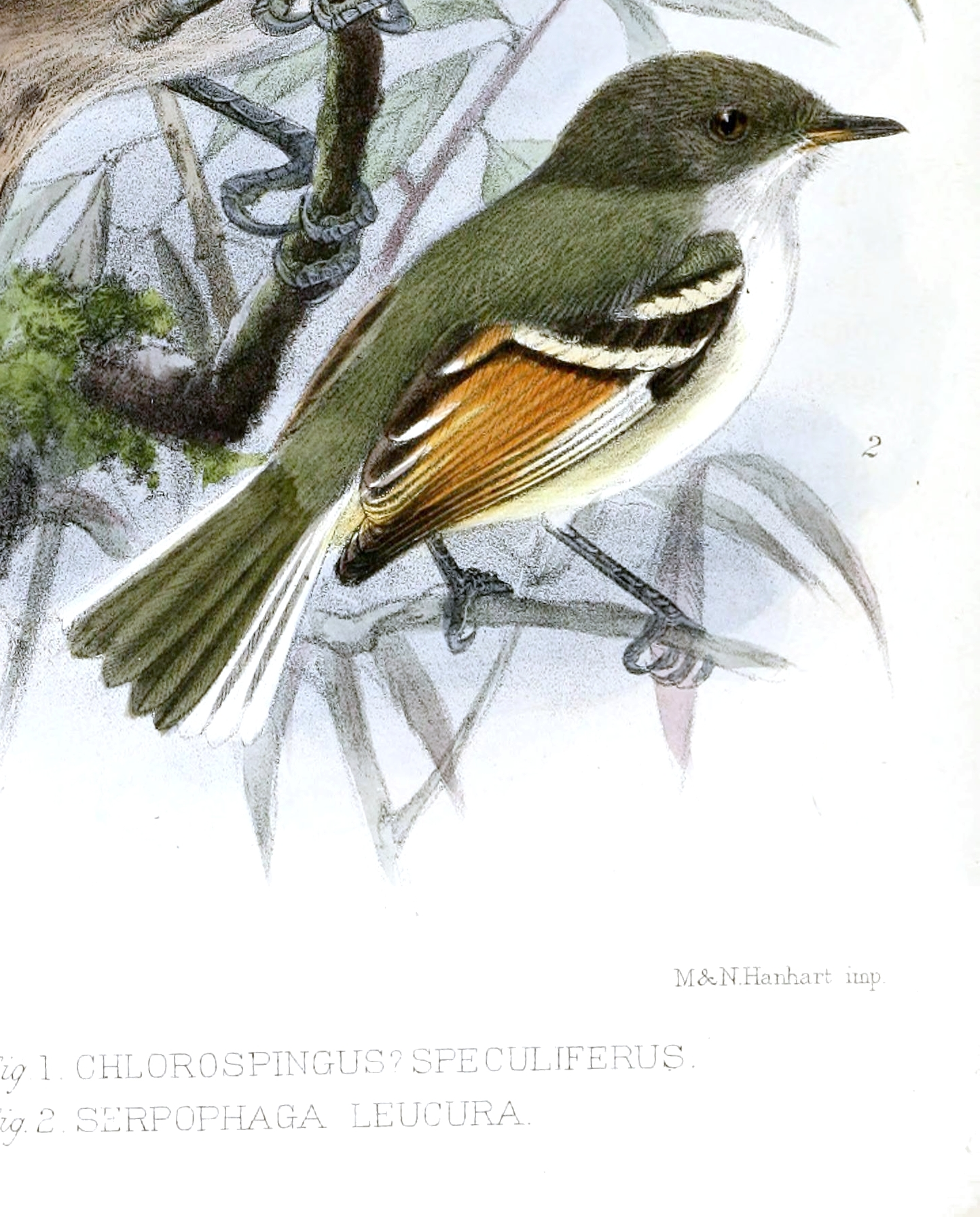
Chlorospingus speculiferus, ilustración de Keulemans para The Ibis, 1875.

### Descripción original
La especie N. speculiferus fue descrita por primera vez por el ornitólogo estadounidense George Newbold Lawrence en 1875 bajo el nombre científico Chlorospingus speculiferus; su localidad tipo es: «Puerto Rico».
El género Nesospingus fue propuesto por el zoólogo británico Philip Lutley Sclater en 1885.

### Etimología
El nombre genérico masculino Nesospingus se compone de las palabras del griego «nēsos»: ‘isla’, y «σπιγγος spingos» que es el nombre común del ‘pinzón vulgar’; y el nombre de la especie «speculiferus» se compone de las palabras del latín  «speculum»: ‘espejo’, y «fera»: ‘que lleva’.

### Taxonomía
El presente género estuvo incluido previamente en Thraupidae y más recientemente en Phaenicophilidae. Sin embargo, datos genético-moleculares recientes de Barker et al. (2013) y (2015) lo sitúan en un grupo de tangaras caribeñas, y sugieren que es lo suficientemente divergente como para merecer su propia familia, Nesospingidae (propuesta por los autores), que estaría hermanada a Spindalidae, y, por su vez, el par formado por ambas hermanado a Phaenicophilidae.
Los recientes cambios taxonómicos ya fueron adoptados por el Congreso Ornitológico Internacional (IOC) y por Clements checklist v.2018.
Es monotípica.